# 船客傷害賠償責任保険

## 保険契約者
社団法人日本旅客船協会を契約者とする一括契約と、それ以外に旅客船事業者を契約者とする一般契約とがある。

## 被保険者
旅客運送を業として行っている者である。つまり、船舶所有者、船舶賃借人、定期傭船者等であって、船長、船員その他の船舶乗組員はこの保険の被保険者ではない。なお、日本旅客船協会会員である旅客航路事業者および同協会の総トン数5トン未満の船舶のみの事業者がなれる準会員については日本旅客船協会の一括契約により加入している。

## 保険期間
原則として1年間とされている。

## 担保危険
被保険者（旅客船事業者）が所有・使用・管理するこの保険に付された船舶（付保対象船舶）による旅客（船客）の運送に関し、事故により生命・身体を害した場合（死亡、傷害、疾病）に、被保険者が法律上の賠償責任を負担することによって被る財産上の損害を填補する。なお、日本旅客船協会契約に限り、被保険者が法律上の賠償責任を負担することなく、慣習上の支払をしたことによる損害は「慣習上の支払担保特約条項」で、当該船舶外の第三者に与えた身体障害に対して被保険者が法律上の賠償責任を負担することによって被る損害は「船外第三者傷害賠償責任担保特約条項」によって担保している。
「船舶による旅客の運送に関し」とは、船舶乗船中のほか、船舶に乗下船するための連絡用の船に搭乗中や乗下船用のタラップでの事故を含んでいる。

### 旅客
旅客とは、運送人と旅客運送契約（実際には運送約款による）を締結して乗船する者であり、船員その他船内において業務に従事する者以外の者である。また、船舶所有者、船舶賃借人、船舶管理人等の旅客運送人は旅客ではない。

### 付保対象船舶
この保険で対象とする船舶は、その大小、湖川・港湾・海上航行の別を問わず旅客運送の用に供される日本国籍の船舶で次のものである。
- 旅客船（観光（遊覧）船、水中翼船、ホバークラフト、高速艇を含む）
- 貨客船（自動車航送船を含む）
- 通船（交通船）
- 渡船

## 免責規定
主な免責規定は次のとおりである。

### 直接であると間接とを問わず、次の事由に起因する損害
- 保険契約者、被保険者、船長または乗組員の故意
- 襲撃、捕獲、拿捕または抑留
- 戦争（宣戦の有無を問わない）、変乱、一揆、暴動、政治的または社会的騒擾その他の類似の事変
- 地震、噴火、津波などの天災
- 原子核反応または原子の崩壊

### 次の期間に生じた損害
- 船舶および船舶に乗下船するための連絡用の船以外の運送用具によって船客を運送している期間
- 著しく定員をこえて船客または船舶に乗下船するための連絡用の船により船客を運送している期間

## 法律上の賠償責任
法律上の賠償責任は契約（運送約款）、民商法の一般原則（債務不履行責任、不法行為責任）、国際条約等によって定められる。

### 運送約款
海上運送法（9条1項）は、一般定期航路事業者、旅客不定期航路事業者、自動車航送貨物定期航路事業者に対して運送約款の制定、変更について国土交通大臣の認可を要するとしている。
標準運送約款では、次のとおり定めている。
――――――
（当社の賠償責任）
第20条
1.当社は、旅客が、船長又は当社の係員の指示に従い、乗船港の乗降施設（改札口がある場合にあっては、改札口。以下同じ。）に達した時から下船港の乗降施設を離れた時までの間に、その生命又は身体を害した場合は、これにより生じた損害について賠償する責任を負います。
2.前項の規定は、次の各号のいずれかに該当する場合は、適用しません。
（1）当社が、船舶に構造上の欠陥及び機能の障害がなかったこと並びに当社及びその使用人が当該損害を防止するために必要な措置をとったこと又は不可抗力などの理由によりその措置をとることができなかったことを証明した場合
（2）当社が、旅客又は第三者の故意若しくは過失により、又は旅客がこの運送約款を守らなかったことにより当該損害が生じたことを証明した場合
3.当社は、手回り品その他旅客の保管する物品の滅失、き損等により生じた損害については、当社又はその使用人に過失があったことが証明された場合に限り、これを賠償する責任を負います。
4.当社が第5条（略）の規定による措置をとったことにより生じた損害については、第1項又は前項の規定により当社が責任を負う場合を除き、当社は、これを賠償する責任を負いません。
（旅客に対する賠償請求）
第21条
1.旅客が、その故意若しくは過失により、又はこの運送約款を守らなかったことにより当社に損害を与えた場合は、当社は、当該旅客に対し、その損害の賠償を求めることがあります。
――――――
賠償責任が生じる事例として、次のものが考えられる。
- 本船乗下船のための連絡用の船に搭乗している間に船が他船にぶつかりその衝撃で負傷した。
- 乗降施設内で乗船待ちの旅客が船から投げられたトモ綱に当たって受傷した。
- 船内の食事が原因で、下船後、食中毒の症状が現れた。

### 商法上の規定
商法上における旅客運送人の責任は、湖川・港湾のみを航行する内水船と、海洋上を航行する海船とで異なり、前者は第3編商行為の運送営業に関する規定が適用され、後者はこのほか第4編海商の規定によるとされている。

#### 内水船に関する責任
商法上、旅客運送人は、自己またはその使用人が運送に関し注意を怠らなかったことを証明しなければ、旅客が運送のために受けた損害を賠償する責を免れない（商法590条1項 ）とし、過失責任主義に立ちつつも無過失の立証責任を運送人に負わせ、被害者保護を図っている。

#### 海船に関する責任
海船についても内水船の規定を準用している（商法786条1項 ）が、船舶所有者、船舶賃借人（同704条1項 ）等の旅客運送人は、特約を付しても自己の過失、船員その他の使用人の悪意もしくは重過失、または船舶の堪航能力の欠如に起因して生じた損害について賠償責任を免れない（同786条・739条 ）として、この種の特約を無効としている。船舶所有者は船長その他の船員がその職務を行うにあたって故意または過失によって他人に与えた損害を賠償する責任がある（同690条 ）。

## 国際条約との関係
船客傷害賠償責任保険は、船舶所有者のほか、旅客運送事業者が負担する法律上の賠償責任を填補するものであるが、他方でこの保険で填補される被害者への賠償金は他の一般債権者に対して支払われるべき賠償金の額の一部を構成し、合わせて後記の船主責任制限法の適用を受ける。

### 船主責任制限法の成立
海上航行船舶の所有者の責任に関する国際条約 （International Convention Relating to the Limitation of the Liability of Owners of Sea-Going Ships。以下「船主責任制限条約」という。昭和32年第10回海洋外交会議で成立。昭和43年5月31日発効）により、「海上航行船舶」つまり、内水から海上にわたって航海する船舶（内水のみ航行する船舶を除く）はこの条約の適用を受けることとなり、日本では条約の成立を受けて「船舶の所有者等の責任の制限に関する法律（以下「船主責任制限法」という）が制定された。その後、船主責任制限条約は1976年の海事債権についての責任の制限に関する条約（76LLMC）昭和61年12月1日発行により改正され、1976年の海事債権についての責任の制限に関する条約を改正する1996年の議定書（96LLMC）平成16年5月13日発効により、更に改正された。

### 責任制限の適用
船舶所有者等の責任を制限することができる債権（制限債権）の種類は船主責任制限法3条に規定されており、船舶上・船舶の運航に直接関連して生ずる身体障害、船舶以外の財物損壊、運送の遅延による損害、損害防止措置により生ずる損害などが列挙されている。ただし、故意又は損害の発生のおそれがあることを認識しながら行った無謀な行為によって生じた損害については責任制限が認められることによる利益を享受することはできない。
船舶所有者等の責任の制限の認定は地方裁判所において、各船舶について一事故ごとに行われる。例えば、事故が複数ある場合はそれぞれの事故ごとに責任制限手続が行われる。また、同一船舶の同一事故における複数の者（例えば船舶所有者と傭船者）が損害賠償責任は不真正連帯債務となり、その内の一人について後述の責任制限手続がされた場合は、他方の債務者も責任制限の利益を受けることになる。

### 責任制限額
責任の限度額は、船舶のトン数に応じて定められ、物の損害のみの場合と、それ以外の場合（人の損害の場合や人物とも損害がある場合）で異なり、物の損害のみである場合は、船舶責任制限法7条1項1号により、それ以外の場合は同2号による。
後者、つまり物の損害のみでない場合を例にとると、
- 2,000トン以下の船舶…300万SDR

- 2,000トンを超える船舶
  - 2,000トン超30,000トン以下…トン数×1,200＋600,000SDR
  - 30,000トン超70,000トン以下…トン数×900＋9,600,000SDR
  - 70,000トン超…トン数×600＋30,600,000SDR

（注）SDRはIMFのホームページを参照http://www.imf.org/external/np/fin/rates/rms_sdrv.cfm
なお、実際に責任制限額が適用される事例はPI保険全体の支払（約8～9,000件）中、約0.1%前後とされている（第162回国会法務委員会第21号平成17年6月8日）。

## 損害賠償額
商法590条2項 は、旅客運送人が負担すべき損害賠償額の算定にあたって、裁判所は、被害者およびその家族の情況を斟酌すべきとしている。これは、物品運送の場合におけるような画一的な取扱（商法580条 ）によらないことを規定したものであり、民法上の債務不履行責任や不法行為責任に基づく損害賠償と同様とするものである。損害には、治療費等の現実の支出による損害のほか、被害者の将来の得べかりし利益、遺族に対する慰謝料などが含まれる。

## 歴史

### 日本定期交通船協会（現在の日本旅客船協会）の設立
旅客航路事業の改善・発展を図り海上交通ならびに海上観光の振興に資することを目的として、昭和26年2月に国内旅客船事業者（旅客定員13名以上）の全国団体である日本定期交通船協会（その後改組されて日本定期船協会となり、昭和28年4月社団法人の許可を受け、昭和29年に社団法人日本旅客船協会 と改称、今日に至っている）が設立された。

### 船客傷害賠償保険の創設
自動車損害賠償責任保険の創設に先立つこと2年、昭和28年4月1日付で、日本定期船協会が保険契約者となり、同協会の会員である全国の定期旅客船事業者を被保険者、日産火災海上保険株式会社（現在の株式会社損害保険ジャパン）以下民間損害保険会社を13社を保険者とする団体保険が締結された。当時この保険（船客傷害賠償保険）は、傷害保険普通保険約款をベースとし、旅客船事業者の船客に対する賠償責任を担保する特別約款を付したものであった。当時の船客1名に対する保険金額は50万円または25万円の任意選択による2種類とされていた。

### 海上運送法 の改正
旅客船事業の所轄官庁である運輸省（現在の国土交通省）は、この保険の普及徹底に大きな関心をもち、損害賠償のための保険契約締結について、必要に応じ旅客船事業者に対し強制命令を行えるよう海上運送法の改正（昭和28年、同法19条の2 ）を行った。
※賠償資力確保のための保険は、この保険でなくても例えば傷害保険でも可とされる（但し、自賠責保険と同様保険金額は1名あたり3,000万円以上とされる）が、実際上はこの保険の保険料が低廉であるためにこの保険への加入が多い。
その後は大きな改正は、平成12年10月、需給調整が廃止されて免許制が許可制になるなど、旅客船事業に関する規制が緩和されたことである。

### 過去の大事故
昭和29年9月 北海道函館の港外で、台風15号のため青函連絡船「洞爺丸」等の計5隻が沈没した洞爺丸事故によって、死者が総計1,430名の事故が起きている。
昭和32年 瀬戸内海で起こった第五北川丸、南海丸の事故を契機として、旅客船の遭難事故による被害者救済問題が国会で採り上げられた。

### 船客傷害賠償責任保険への切替
昭和32年に賠償責任保険が一般に発売されたのを機に、普通保険約款の独立化を含めて抜本的な見直しが行われ、昭和33年12月に本保険の認可が下り、保険名称も「船客傷害賠償責任保険」と改称、昭和34年に発売された。この約款構成の見直しに伴い、従来、賠償責任とは無関係に担保していた弔慰金・見舞金は、特約として普通保険約款から切り離して別に担保することとされた。

### P&I保険
船客傷害賠償責任保険同様、船舶の運航に関する諸種の賠償責任危険を担保するものとして、昭和25年に設立され、船主相互保険組合法に基づき損害保険事業を営む日本船主責任相互保険組合（The Japan Ship Owners' Mutual Protection & Indemnity Association）が、原則として国際船級協会連合(IACS)加盟の船級又は同等の機関(JG等)並びにISMコードを保持し国際航海に従事する船舶を対象として、いわゆる「P&I保険」を扱っている。この保険では、自・他船等の人身傷害、積荷損害、他船および自船以外の財物損害、その他関連する諸費用を担保している 。なお、P&I保険では、船客傷害賠償責任保険を含め、同種の危険を担保する他の保険契約がある場合には、その重複する部分については填補しない旨定めている（他保険優先払条項） 。